# Pseudocoris aequalis
Pseudocoris aequalis es una especie de peces de la familia Labridae en el orden de los Perciformes.

## Morfología
Los machos pueden llegar alcanzar los 11,2 cm de longitud total.

## Distribución geográfica
Se encuentra en el Mar del Coral.